# Швеция на летних Олимпийских играх 1952
Швеция на летних Олимпийских играх 1952 была представлена 206 спортсменами в 17 видах спорта.

## Медалисты
| Медаль  | Спортсмен | Вид спорта                  | Дисциплина                                                                       |
| ------- | --- | --------------------------- | -------------------------------------------------------------------------------- |
| Золото  | Улле Андерберг | Вольная борьба              | Мужчины, до 67 кг                                                                |
| Золото  | Викинг Пальм | Вольная борьба              | Мужчины, до 87 кг                                                                |
| Золото  | Аксель Грёнберг | Греко-римская борьба        | Мужчины, до 79 кг                                                                |
| Золото  | Уильям Торессон | Спортивная гимнастика       | Мужчины, вольные упражнения                                                      |
| Золото  | Карин Линдберг Гун Рёринг Эвю Берггрен Йёта Петтерссон Анн-Софи Петтерссон Ингрид Сандаль Йёрдис Нордин Ванья Бломберг | Спортивная гимнастика       | Женщины, групповые упражнения с предметом                                        |
| Золото  | Герт Фредрикссон | Гребля на байдарках и каноэ | Мужчины, каноэ-одиночка, 1000 м                                                  |
| Золото  | Йон Микаэльссон | Лёгкая атлетика             | Мужчины, ходьба на 10 км                                                         |
| Золото  | Ханс фон Бликсен-Финеке                                                                                                | Конный спорт                | Конное троеборье, индивидуальное первенство                                      |
| Золото  | Ханс фон Бликсен-Финеке Улоф Стахре Фольке Фрёлен                                                                      | Конный спорт                | Конное троеборье, командное первенство                                           |
| Золото  | Генри Сент-Сюр | Конный спорт                | Выездка, индивидуальное первенство                                               |
| Золото  | Генри Сент-Сюр Густаф Адольф Больтенстерн Енелль Перссон                                                               | Конный спорт                | Выездка, командное первенство                                                    |
| Золото  | Ларс Халль | Современное пятиборье       | Мужчины, личное первенство                                                       |
| Серебро | Ингемар Юханссон | Бокс                        | Мужчины, свыше 81 кг                                                             |
| Серебро | Пер Берлин | Вольная борьба              | Мужчины, до 73 кг                                                                |
| Серебро | Бертиль Антонссон | Вольная борьба              | Мужчины, свыше 87 кг                                                             |
| Серебро | Густав Фрей | Греко-римская борьба        | Мужчины, до 67 кг                                                                |
| Серебро | Йёста Андерссон | Греко-римская борьба        | Мужчины, до 73 кг                                                                |
| Серебро | Ларс Глассер Ингемар Хедберг                                                                                           | Гребля на байдарках и каноэ | Мужчины, каноэ-двойка, 1000 м                                                    |
| Серебро | Герт Фредрикссон | Гребля на байдарках и каноэ | Мужчины, каноэ-одиночка, 10000 м                                                 |
| Серебро | Гуннар Окерлунд Ханс Веттерстрём                                                                                       | Гребля на байдарках и каноэ | Мужчины, каноэ-двойка, 10000 м                                                   |
| Серебро | Эрланд Альмквист Пер Едда Сидни Больдт Кристмас                                                                        | Парусный спорт              | Класс «Дракон»                                                                   |
| Серебро | Ларс Халль Торстен Линдквист Клас Эгнелль                                                                              | Современное пятиборье       | Мужчины, командное первенство                                                    |
| Серебро | Кнут Хольмквист | Стрельба                    | Мужчины, трап                                                                    |
| Серебро | Пер Улоф Скёльдберг | Стрельба                    | Мужчины, стрельба по движущейся мишени (двойными и одиночными выстрелами), 100 м |
| Серебро | Пер Карлесон Карл Форсселль Бенгт Юнгквист Берндт-Отто Ребиндер Свен Фальман Леннарт Магнуссон                         | Фехтование                  | Мужчины, шпага, командное первенство                                             |
| Бронза  | Стиг Шёлин | Бокс                        | Мужчины, до 75 кг                                                                |
| Бронза  | Карл-Эрик Нильссон | Греко-римская борьба        | Мужчины, до 87 кг                                                                |
| Бронза  | Густаф Янссон | Лёгкая атлетика             | Мужчины, марафон                                                                 |
| Бронза  | Рагнар Лундберг | Лёгкая атлетика             | Мужчины, прыжки с шестом                                                         |
| Бронза  | Риккард Сарбю | Парусный спорт              | Класс «Финн»                                                                     |
| Бронза  | Карл-Эрик Ольсон Фольке Вассен Магнус Вассен                                                                           | Парусный спорт              | Класс «5,5 метров»                                                               |
| Бронза  | Йёран Ларссон | Плавание                    | Мужчины, 100 м вольным стилем                                                    |
| Бронза  | Пер-Улоф Эстранд | Плавание                    | Мужчины, 400 м вольным стилем                                                    |
| Бронза  | Ханс Лильедаль | Стрельба                    | Мужчины, трап                                                                    |
| Бронза  | Сборная | Футбол                      | Мужчины                                                                          |

## Результаты соревнований

### Академическая гребля
Соревнования в академической гребле на Играх 1952 года проходили с 20 по 23 июля. В следующий раунд из каждого заезда проходили несколько лучших экипажей (в зависимости от дисциплины). Впервые с 1928 года для проигравших в полуфинале спортсменов был введён ещё один отборочный заезд. В финал A выходили 5 сильнейших экипажей.
Мужчины
| Соревнование | Спортсмены                          | Предварительный заезд | Предварительный заезд | Предварительный заезд | 1-й отборочный заезд | 1-й отборочный заезд | 1-й отборочный заезд | Полуфинал | Полуфинал | Полуфинал | 2-й отборочный заезд | 2-й отборочный заезд | 2-й отборочный заезд | Финал                 | Финал                 |
| Соревнование | Спортсмены                          | Заезд                 | Время                 | Место                 | Заезд                | Время                | Место                | Заезд     | Время     | Место     | Заезд                | Время                | Место                | Время                 | Место                 |
| ------------ | ----------------------------------- | --------------------- | --------------------- | --------------------- | -------------------- | -------------------- | -------------------- | --------- | --------- | --------- | -------------------- | -------------------- | -------------------- | --------------------- | --------------------- |
| двойки       | Бернт Торбернтссон Эверт Гуннарссон | 4                     | 7:54,5                | 1 Q                   | не участвовали       | не участвовали       | не участвовали       | 2         | 8:07,5    | 3         | 3                    | 7:58,6               | 2                    | завершили выступление | завершили выступление |